# زیردریایی یو-۱۱۰۷
زیردریایی یو-۱۱۰۷ (به انگلیسی: German submarine U-1107) یک زیردریایی است که طول آن ۶۷٫۱۰ متر (۲۲۰ فوت ۲ اینچ) می‌باشد. این زیردریایی در سال ۱۹۴۴ ساخته شد.